# Drepanulatrix celataria
Drepanulatrix celataria är en fjärilsart som beskrevs av George Duryea Hulst 1888. Drepanulatrix celataria ingår i släktet Drepanulatrix och familjen mätare. Inga underarter finns listade i Catalogue of Life.